# 半沢正利
半沢 正利（はんざわ まさとし、1950年5月21日 - ）は、日本の原子力技術者、実業家、工学博士。三菱アルミニウム代表取締役社長や、日本アルミニウム協会副会長を務めた。

## 人物・経歴
福島県福島市上鳥渡生まれ。福島県立福島高等学校を経て、東京工業大学工学部機械物理工学科卒業後、1979年東京工業大学大学院理工学研究科原子力核工学専攻博士課程修了、「低密度気体の超音速ディフューザーに関する研究」で工学博士。
1980年東京工業大学原子炉工学研究所助手。1983年三菱金属（現三菱マテリアル）入社。原子力関連の事業に携わり、六ヶ所再処理工場プロジェクトのプロジェクトマネージャなども務めた。2007年執行役員。2009年常務執行役員。
三菱マテリアル代表取締役常務を経て、2013年から三菱アルミニウム代表取締役社長を務め、グローバル展開を進めるなどした。日本アルミニウム協会副会長も務めた。2016年三菱アルミニウム取締役相談役。